# David Trott

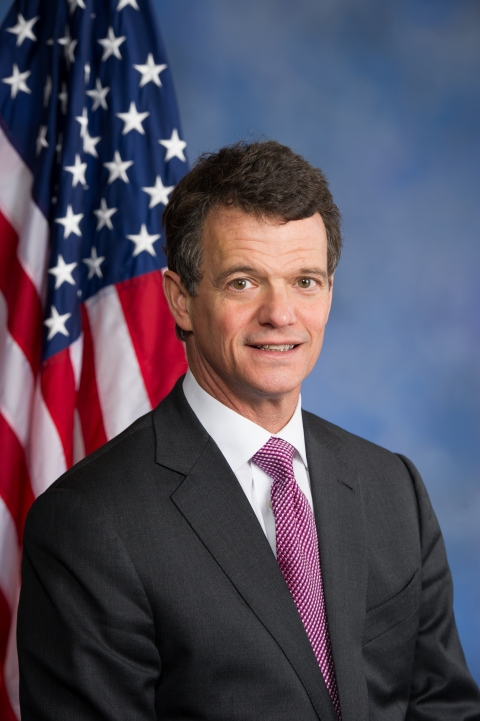
David Trott (2015)

David Alam „Dave“ Trott (* 16. Oktober 1960 in Birmingham, Michigan) ist ein US-amerikanischer Politiker der Republikanischen Partei. Von 2015 bis 2019 vertrat er den elften Distrikt des Bundesstaates Michigan im US-Repräsentantenhaus.

## Werdegang
David Trott besuchte die Cranbrook Schools in Bloomfield. Danach studierte er bis 1981 an der University of Michigan in Ann Arbor. Nach einem anschließenden Jurastudium an der Duke University in Durham (North Carolina) und seiner Zulassung als Rechtsanwalt begann er in diesem Beruf zu arbeiten. Er ist auch in einigen anderen Branchen tätig. So ist er Miteigentümer der Firma Dietz Trott Sports & Entertainment und Eigentümer von Trott Recovery Services. Er ist Vorstandsvorsitzender seiner Firma Trott & Trott PC, die unter anderem Banken in Konkursverfahren vertritt.
Bei der Wahl 2014 wurde Trott im 11. Kongresswahlbezirk Michigans in das US-Repräsentantenhaus in Washington, D.C. gewählt, wo er am 3. Januar 2015 die Nachfolge Kerry Bentivolios antrat, den er in der Vorwahl seiner Partei geschlagen hatte. Bei der eigentlichen Wahl besiegte er den Demokraten Bobby McKenzie mit 56 zu 40 Prozent der Stimmen. Da er im Jahr 2016 in seinem Amt bestätigt wurde, gehörte er auch dem am 3. Januar 2017 zusammengetretenen 115. Kongress der Vereinigten Staaten an. Sein Ergebnis von 53 Prozent 2016 war allerdings knapp; bei der Präsidentschaftswahl 2016 hatte der Republikaner Donald Trump zwar ebenfalls mit 49 zu 45 Prozent der Stimmen gegen die Demokratin Hillary Clinton gewonnen, allerdings war dies der einzige Kongresswahlbezirk Michigans, in dem Trump das Ergebnis als republikanischer Kandidat nicht gegenüber 2012 verbessern konnte. Zudem hat dieser Kongresswahlbezirk den höchsten Anteil an Gutausgebildeten im Bundesstaat, was tendenziell gegen Trump sprach.
Bei der Wahl 2018 verzichtete er auf eine erneute Kandidatur und schied damit am 3. Januar 2019 aus dem US-Repräsentantenhaus aus.
Im US-Präsidentschaftswahlkampf 2024 unterstützte Trott die Kampagne Republicans for Harris.